# ぎふ木遊館
ぎふ木遊館（ぎふもくゆうかん）は、岐阜県岐阜市にある岐阜県の木育に関する施設。
ぎふ木遊館以外に、県内には認定されたサテライト施設がある。中津川市の「なかつがわ　森の木遊館」及び高山市の「ひだ木遊館　木っずテラス」は2024年（令和6年）開館している。今後、2026年に郡上市（旧大和第一北小学校体育館を改修）、2027年に揖斐川町（建物は新設）に開館予定である。

## 概要
- 岐阜県独自の木育「ぎふ木育」を推進するため、岐阜県の木を核とした「遊び」「学び」「交流・連携」「創造」「発信」の拠点である。名誉館長は竹下景子。
- 当初は2020年（令和2年）4月に開館予定であったが、新型コロナウィルス感染症による緊急事態宣言により開館を延期。同年7月17日に開館した。
- 建物は木造平屋建（延床面積836.0㎡）であり、カラマツ、ヒノキ、スギ、クリ、ナラなどの木材を使用している。使用木材のうち98％は岐阜県産である。
- 建物内の遊び場として木育ひろば、赤ちゃんひろばがある。木育ひろばには9種類の木製の大型遊具、岐阜県出身及び岐阜県立森林文化アカデミー卒業者などの作家が県産材で製作した100種類以上の木製おもちゃがあり、自由に遊ぶことが可能である。
- 2021年（令和3年）3月現在、新型コロナウィルス感染症拡大防止対策として、当面の間、入館者数や入館方法を制限している（ホームページからの事前予約が必要）。
- 当初は岐阜市宇佐の岐阜県美術館や岐阜県図書館を含めた文化エリアの整備構想の一環として、ぎふ森の恵みのおもちゃ美術館（仮称）（2018年に木のふれあい館（仮称）に変更）として、岐阜県図書館の隣の岐阜県福祉友愛プール跡地に整備され、2019年（平成31年）開館の予定であった。しかし県福祉友愛プール跡地の地下から大量の埋設物（産業廃棄物）が見つかったため、建設地を岐阜市学園町に変更している[2]。当初の予定地は岐阜県図書館地上駐車場として整備された[3]。
- 特定非営利活動法人キッズデザイン協議会により、2021年度（第15回）キッズデザイン賞（子どもたちの創造性と未来を拓くデザイン部門）を受賞している [4]。
- より多くの人に「ぎふ木育」を体験できるように、サテライト施設が中津川市と高山市に計画された。中津川市のサテライト施設は2024年（令和6年）8月4日に「なかつがわ　森の木遊館」として開所[5]。高山市のサテライト施設は、飛騨高山・森のエコハウスを改修し、2024年12月に開設予定[6]、名称は「木っずテラス」（きっずてらす）となり[7]、2024年（令和6年）11月16日に開所した。

## 施設
- 木育ひろば
- 赤ちゃんひろば
- 木工室
- ひといき広場
- 木育ショップ

## 利用案内
- 開館時間
  - 木育ひろば　：10:00～11:30　13:00～14:30　15:00～16:30
  - 木育ショップ　：10:00〜17:00
- 休館日　：毎週水曜日（水曜日が祝日の場合は翌平日）、年末年始（12月29日～1月3日）
- 入館料　：大人300円。高校生以下無料。

## 所在地
- 岐阜県岐阜市学園町2丁目33

## 交通機関
- 岐阜バス 「メモリアル正門前」バス停より徒歩約2分。

## なかつがわ　森の木遊館
2023年（令和5年）8月に中津川市の提案を岐阜県が了承し事業決定。中津川市付知町の道の駅花街道付知の駅舎の一部（旧・多目的室など）を改修し整備し、2024年（令和6年）8月4日に開所。

### 概要
- コンセプトは「motto」。もっと木のことを、もっと森のことを好きになる、すべての人と森とをつなぐ森の入口になるという意味がこめられている。
- 施設面積は173.62m2。大型木製遊具の「シンボルツリー」を中心に「まなびば」、「あそびば」、「いきものひろば」、「ぶんかひろば」、「くらしひろば」の5つのエリアで構成されている。

### 利用案内
- 開館時間：10:00 - 12:00、13:30 - 15:30
- 休館日：水曜日、第1・第3火曜日、年末年始（12月29日 - 1月3日）
- 入館料：無料。

### 所在地
- 岐阜県中津川市付知町8581-1　（道の駅花街道付知駅舎内）

### 交通アクセス
- 道の駅花街道付知#アクセス を参照

## ひだ木遊館　木っずテラス
2023年（令和5年）10月に飛騨木遊館運営協議会の提案を岐阜県が了承し事業決定。2010年（平成22年）3月に高山市により竣工した「飛騨高山・森のエコハウス」を改修し、県内2箇所目となる「ぎふ木遊館」サテライト施設として2024年（令和6年）11月16日に開所。

### 概要
- コンセプトは「～できた！がこだまする「もくあっぷ」～」[11]。みんなで作りあげていく場所で、木製遊具をよじ登る子どもたちの挑戦する心の向上と、木が上に枝を広げて大きくなっていく様子をイメージしたものである[11]。
- 建物延床面積は242m2[9]。既存の木造在来軸組工法をそのまま活用。1階は「街エリア」（木工室、たきの広場、まつり広場など）、2階を「里山エリア」（さとやま広場など）、ロフト部分を「岳エリア」としている[11]。

### 利用案内
※利用は事前予約が優先となる。
- 開館時間：10:00 - 16:00（休日は10:00 - 16:30）
  - 平日は2部（午前1部・午後1部 各120分）、休日は3部（午前1部・午後2部 各90分）の入替制
- 休館日：火・木曜日、8月13日 - 15日、年末年始（12月29日 - 1月3日）
- 入館料：中学生以下は無料、高校生以上は300円
  - 県外の利用者は別料金（小学生200円、中学生300円、大人700円）

### 所在地
- 岐阜県高山市西之一色町3丁目820番地1

### 交通アクセス
- 中部縦貫自動車道高山ICより自動車で約11分。

## ぎふ清流福祉エリア
岐阜県は鷺山、早田地区周辺を「ぎふ清流福祉エリア」と名付け、福祉、医療、教育、文化芸術、スポーツ及び就労支援が一体となった県の障がい者支援の拠点として施設の整備を行った。以下の10施設が該当する。
- 岐阜県立希望が丘こども医療福祉センター
- 岐阜県立岐阜希望が丘特別支援学校
- 岐阜県障がい者総合相談センター
- 岐阜県福祉友愛アリーナ
- 岐阜県福祉友愛プール
- 中央子ども相談センター
- 岐阜県福祉事業団清流園
- ぎふ清流文化プラザ
- 岐阜県障がい者総合就労支援センター
- ぎふ木遊館